# Slag bij de faubourg Saint-Antoine

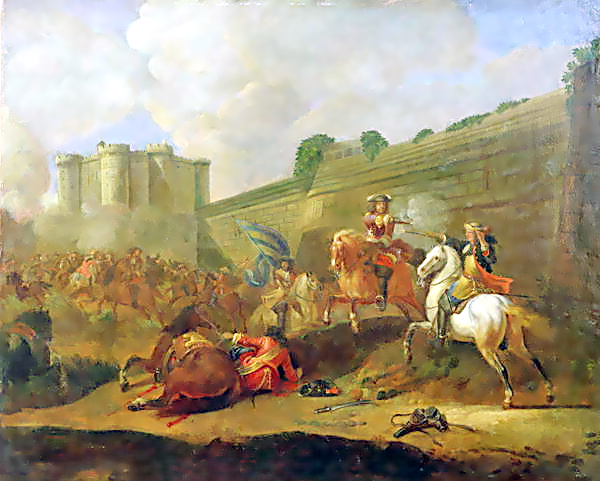
Gevecht tussen twee ruiters tijdens de slag

De Slag bij de faubourg Saint-Antoine vond plaats op 2 juli 1652 aan de Porte Saint-Antoine van Parijs, ter hoogte van de Bastille. Het was een onderdeel van de Fronde, een opstand tegen de Franse koning en meer bepaald tegen zijn eerste minister, kardinaal Jules Mazarin. Tegenover elkaar stonden twee strijdmakkers van weleer, Turenne, royalist en Condé, opstandeling.

## Context
Mazarin volgde de situatie van op afstand. Parijs was in handen van Gaston van Orléans, de oom van Lodewijk XIV van Frankrijk, tegenstander van het parlement en pro-Condé. Condé op de hoogte van de komst van het royalistische leger onder Turenne, ging op de vooravond van de slag, de omgeving gaan verkennen met zijn troepen en zat plots geklemd tussen de verdedigingswallen van de stad en soldaten van Turenne.
Dankzij de tussenkomst van Anne Marie Louise van Orléans, de dochter van Gaston, door het kanon vanop de Bastille te laten vuren op de troepen van Turenne en het openen van de poorten, kon Condé ontkomen.

## Vervolg
In oktober 1652 werd Condé uiteindelijk gedwongen Parijs te verlaten en vluchtte naar de Spaanse Nederlanden, waar hij nadien voor de Spanjaarden vocht. Vader en dochter Orléans werden uit de stad verbannen.